# Sebastià Alzamora i Martín

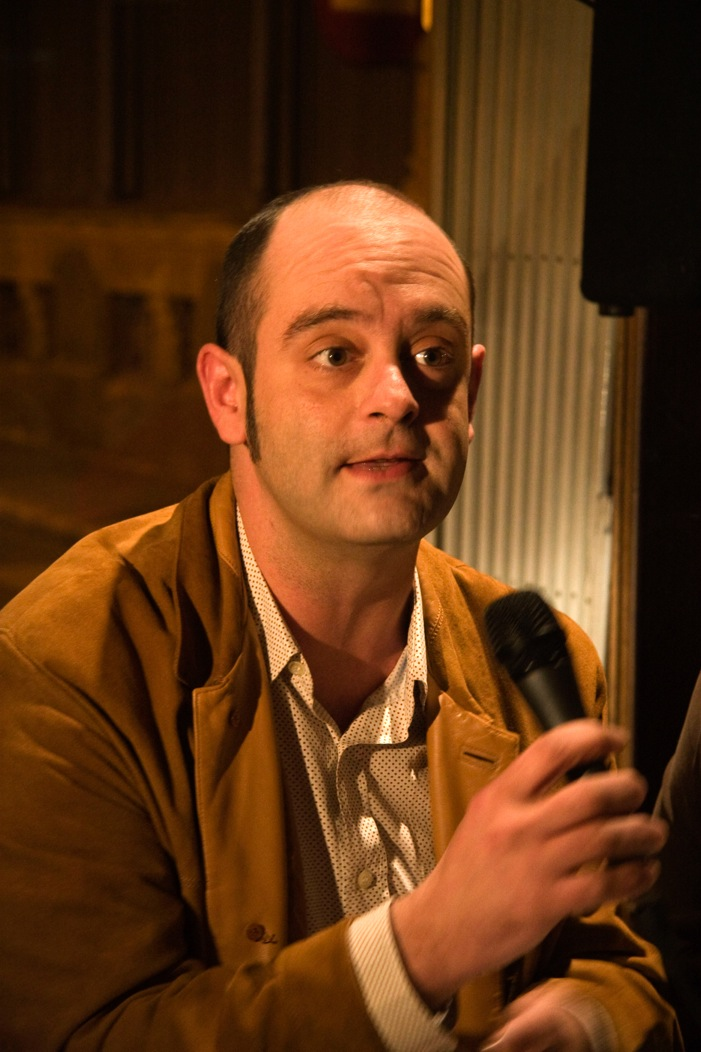
Sebastià Alzamora i Martín (2014)

Sebastià Alzamora i Martín (* 6. März 1972 in Llucmajor, Balearen) ist ein spanischer Schriftsteller, der in katalanischer Sprache schreibt. Er studierte katalanische Philologie an der Universität der Balearen und zog 1995 nach dem Studienabschluss nach Barcelona, wo er seither wohnt und arbeitet.
Neben seiner Arbeit als Schriftsteller arbeitet er für die Universität und andere kulturelle Institutionen. Er ist Mitglied des Institut d'Estudis Balearics. Er arbeitete im Verlag Destino und beim Verlag Moll. Er schreibt zeitweilig Kolumnen in den Tageszeitungen Avui und Ara.
1989 debütierte er mit der Gedichtsammlung Rafel, die im selben  Jahr mit dem Preis Salvador Espriu ausgezeichnet wurde. Rafel ist eine lange Elegie in 775 Zehnsilblern mit Reflexionen über den frühen Tod eines jungen Freundes. Die Kritiker zeigten sich erstaunt, wie viel Reife ein so junger Autor an den Tag lege. Im Jahr 1996 folgten drei neue Sammlungen: Formes del Cercle, Apoteosi, mit dem Preis Bartomeu Rosselló-Porcel ausgezeichnet und die zweisprachige Ausgabe El Llinatge mit Übersetzung in die spanische Sprache von Josep Jordana.
Als Romanautor debütierte er 1999 mit L'extinció, einem poetischen und experimentellen Roman, der mit dem Premi Documenta ausgezeichnet wurde. Dann folgte Mula morta und 2003 El Benestar, das erste Werk, das in Barcelona spielt und einer seiner bisher größten Erfolge. Mit Crim de sang („Bluttat“) im Jahr 2011, gewann er im Folgejahr den Premi Sant Jordi. Dem Kritiker Melcior Comes nach umspannt Alzamoras Roman „Monster, Maschinen, Fanatiker, aber auch schöne Prinzessinnen und gelehrte engelhaften Wesen, die nicht von dieser Welt sind“, und weiter: „seine eigene gothische oder teologische Weltanschauung [...] und seine eigentümliche Mischung aus Lebensfreude und abscheulichen Geist macht sein Buch erst wirklich attraktiv; seine romantische Wette, das Groteske mit der Suche nach tiefer regender  Schönheit zu kombinieren ist ohnehin gelungen.“
Er schrieb auch Erzählungen wie Història vertadera del peix Nicolaus (2003 „Die wahre Geschichte des Fisches Nikolaus“) oder in Sammelbänden mit anderen Schriftstellern.

## Werke (Auswahl)
Gedichte
- Rafel (1989)
- Formes del Cercle,  Apoteosi, El Llinatge (1996)
- Mula Morta (2003)

Romane
- L'extinció (1999)
- El benestar (2003)
- Miracle a LLucmajor (2010)
- Crim de Sang (2011)
- Dos amics de vint anys (2013). (Roman über die Freundschaft zweier zwanzigjährigen Dichter: der frühgestorbene Bartomeu Rosselló-Porcell aus Mallorca und Salvador Espriu i Castelló.[7][8])

Erzählungen
- Història vertadera del peix Nicolaus (2003)
- Directe al gra (2006) im Sammelband mit erotischen Erzählungen von u. a. Carles Cortés, Julià de Jòdar und Isabel-Clara Simó.

Essay
- Dogmàtica imparable: Abandoneu tota esperança (2005), mit Hèctor Bofill und Manual Forcano (Das programmatische Essay der Gruppe  Els Imparables.)

Quelle:
Seine Werke sind ins Englische, Spanische, Französische, Italienische und Dänische, jedoch bislang nicht ins Deutsche übersetzt worden.

## Preise
- 1994: Premi Salvador Espriu, mit Rafel
- 1996: Premi Bartomeu Rosselló-Pòrcel der Stiftung Obra Cultural Balear.
- 1999: Premi Documenta de narrativa
- 2002: Premi Ciutat de Palma-Llorenç Villalonga, mit Sara i Jeremies
- 2003: Premi Jocs Florals de Barcelona, mit El Benestar
- 2005: Premi Josep Pla de narrativa, mit La pell i la princesa [11]
- 2008: Premi Carles Riba de poesia, mit La part visible
- 2011: Premi Sant Jordi, mit Crim de sang[12]